# Éric Vargiolu
Éric Vargiolu (né le 22 novembre 1950 à Saint-Maur-des-Fossés) est un photographe français spécialisé dans le sport automobile.

## Honneur
- Lauréat du prix de la meilleure photo automobile au festival automobile international